# 誹謗中傷
誹謗中傷（ひぼうちゅうしょう）は、根拠のない悪口を言いふらして、他者を傷付けたり、人や企業の社会的評価を低下させること。物事を判定・評価する批判意見とは異なる。
親告された場合、民事的には「慰謝料の請求」、刑事的には「信用棄損罪・業務妨害罪」「名誉毀損」や「侮辱罪」に問われる可能性がある。インターネット上では、SNSなどの投稿や拡散によって法的責任に問われることがある。

## 概要

### 批判との相違点
批判意見と誹謗中傷は異なる。日本政府は、誹謗中傷について、「根拠のない悪口」、「相手の人格を否定または攻撃する言い回し」と解説している。批判とは、相手の行動や発言に対して、それと異なる意見を主張することを意味する。誹謗中傷か批判の司法判断は、「人格攻撃の有無」で判断されることが多い。「人格攻撃」と見なされるかは、言われた相手との関係性、タイミング、前後の文脈によって変化することもあるため、言葉の使い方に気をつける必要がある。
言語学者の飯間浩明は、誹謗中傷を端的に言うと人格攻撃と説明している。彼は、誹謗中傷の場合は相手本人、又はその家族や所属先に対する人格否定・人格侮辱、場合によっては直接加害示唆を仄めかす内容である。飯間によると研究者たちの集まる学会の質疑応答では「この研究発表は水準が低い」と思っても質問者は発表者に「ゴミみたいな研究ですね」などと言う人格攻撃（誹謗中傷）は行わず、質問者は相手を尊重しながら相手の論理の適・不適を問う「批判」がきちんと行われている。。
日経BP社元記者の加谷珪一によると、他者を批判する際に論理性に欠け、正当な批判と誹謗中傷の区別がついていない人が世の中には多い。本人は批判だと思っていいても、「曖昧」「非論理的」「具体的にどのようにすべきか内容が無い」なモノは誹謗中傷だと述べている。例として、インターネット上で相手の発言や文章を批判する際によく見かける「突っ込み所満載」などという具体性の無い表現はどこが誤りなのか詳細に指摘出来ておらず、相手が気に入らないことで印象操作したい感情が優先されており、誹謗中傷になっていると指摘している。加谷は、相手の意見への批判と自己の好嫌を意識的又は無意識的に混同し、相手の主張の中身を批判せずに、人格攻撃しだす人が多いことも明かしている。
批判と混同されやすいが、批判とは「相手の行動や主張に対する評価、相手への反論」、「相手の誤った箇所や悪い部分に対して、根拠を示し論理的に指摘、改善を求めること」、またはこのように直すべきとした建設的な指摘やアドバイスすることである。つまり、「相手の誤った箇所や悪い部分に対して、根拠を示し論理的に指摘、改善を求めること」で必ずしもマイナスの意味を持っていない。根拠そのものに瑕疵がある場合、更には客観的事実を含む批判であっても脅迫又は容姿へのネガティブな指摘など批判の対象とすべきではない内容を含む場合は、相手の親告を受けて起訴された際には罪に問われる可能性がある。

### 非難との相違点
非難は「改善点を提案することではなく、単にダメ出しをして相手を責めること」を意味する。アドバイスなど建設的な提案内容を伴なわずに、相手の落ち度や過失・欠点などを指摘して責め咎めることである。相手の親告を受けて起訴された際に非難の度が過ぎている場合には名誉毀損罪が成立し、事実情報ではない場合に企業などからは信用毀損罪・業務妨害罪、個人からは民事裁判の名誉毀損罪を問われる可能性がある。

## 法的側面
名誉毀損罪・侮辱罪・信用毀損罪・業務妨害罪
刑事的には、個人に対する誹謗中傷では「名誉毀損罪」「侮辱罪」、企業や組織に対するものでは「信用毀損罪・業務妨害罪」が該当する。一方で、民事上は不法行為に基づく損害賠償や慰謝料を請求される場合がある。例えば、誹謗中傷を書き込んだ場合では数十万円の賠償金、執拗に書き込みを続けるなど悪質性が認められるケースでは100～200万円の賠償金もあり得る。
相手の容姿に関する「チビ」「ハゲ」「ブス」「デブ（太っている）」「ガリ（かなり痩せている）」「痩せろ」「老けている」といった誹謗中傷を名指し又は相手のSNSのコメント欄に投稿した場合は、責任を問われる可能性がある。
批判や非難と称しても、根拠そのものに瑕疵がある場合、非難の度が過ぎている場合、更には客観的事実であっても脅迫的又は批判の対象とすべきではない内容（容姿へのネガティブな指摘など）の場合は、起訴された際には誹謗中傷として罪に問われる。
自殺関与罪（自殺幇助・教唆）
「死ね」「死ねばいいのに」「消えろ」といった誹謗中傷では「自殺教唆罪」が該当する可能性がある。
脅迫罪・恐喝罪
「殺す」などと告げ、人の生命・身体・財産・名誉に対する害悪を告知した場合は、脅迫罪が成立する。さらに、害悪を告知して金品ないし財産上の利益を得た場合は恐喝罪、その他他人に義務のないことをさせた場合は強要罪が成立する。
傷害罪
傷害罪は暴行罪の結果的加重犯としての性質も有するが、その実行行為を暴行（有形力の行使）に限定していない。
また、「傷害」の意義は生理機能の障害と解するのが判例である
そのため、言葉の暴力で精神疾患となった場合は、傷害罪が適用される。
ただし、傷害罪は原則として故意犯で（過失なら過失傷害罪になる）、人を精神障害に追い込むことに対する故意が必要であり、一般的な傷ができる暴力に比べて立証は容易ではなく、証拠集めと関連性の証明が重要となる。
軽犯罪法
次の場合は軽犯罪法違反となる「公共の乗物の中で乗客に対して著しく粗野又は乱暴な言動で迷惑をかけた者」、「不安若しくは迷惑を覚えさせるような仕方で他人につきまとつた者」

## 由来
「誹謗中傷」は、「誹謗」と「中傷」を合わせた言葉である。両方とも法律用語としては存在せず、「誹謗中傷」の言葉自体は法律的な概念としては存在しない。
- 「誹謗」 -  他人を悪く言うこと。そしること[30]。
- 「中傷」 - 根拠のない事を言いふらして、他人の名誉を傷つけること[31]。

これら二語が並列して「誹謗中傷」と表現されることがある。「誹謗中傷」が動詞化して（サ変動詞化して）「誹謗中傷する」という用法も見られる。

## インターネット・SNSにおける誹謗中傷
インターネット上での書き込みは匿名性が高く、自分の意見を発することが他のメディアよりも容易である。この事は、書き込みを読む側の気持ちに配慮せず、無思慮に掲示板やホームページに誹謗中傷を含んだ文言を書き込む、といった行為に繋がりかねない。
こういった行為は書き込んだ内容に誤りがあった場合はもとより、それがたとえ真実であっても名誉毀損が成立しかねない行為である。ネット上の誹謗中傷について日本の警察に寄せられた被害相談件数は、2001年には2267件、2006年にはその3.5倍の8037件に膨れ上がり、被害は年々急増している。被害者の中には精神的苦痛で自殺・自殺未遂をする者もいる。多くのケースでは発信者を特定できずにいる。
一方発信者を特定した上で賠償を行わせた事例も存在する。2020年に女優の春名風花およびその両親に対して誹謗中傷をおこなった人物が、春名に対して約300万円の示談金を支払うことに合意したと春名が発表した。

### SNSにおける誹謗中傷の影響と対策
2020年4月23日、 総務省はインターネット上に誹謗中傷を投稿した人物の個人情報開示について 「プロバイダ責任制限法」の見直しを検討する研究会（発信者情報開示の在り方に関する研究会）の第1回会合を開催した。総務省は同年夏頃を目途に中間報告の取りまとめを行う予定を示した。
日本政府は広報オンラインにて「＃NoHeartNoSNS（ハートがなけりゃSNSじゃない！）」を唱えている。
違法・有害情報相談センターに相談が寄せられた誹謗中傷が書かれたプラットフォーム別にすると、Twitterの12.1％が最多に、Google10.6％、Meta(Facebook)4.3％、5ちゃんねる3.4％の順であった。

#### 木村花の自殺を受けての侮辱罪厳罰化
フジテレビ系列のリアリティ番組「テラスハウス」に出演していたプロレスラーの木村花が2020年5月23日に自殺し、放送内容を根拠にSNSなどを通じて批判や誹謗中傷被害に遭っていたことを受け、総務大臣・高市早苗は5月26日の記者会見の中で「匿名で人を中傷する行為は人として、卑怯で許し難い」と発言したうえで、匿名発信者の特定を容易にするなどの制度改正を含めた対応をスピード感を持って実施する意向を示した。また同日、LINEやTwitterなどのSNS事業者でつくるソーシャルメディア利用環境整備機構は緊急声明を発表し、SNS上での嫌がらせや名誉毀損などを禁止事項として利用規約に明記し、こうした行為を把握した場合、利用停止などの措置を徹底するとした。法律に基づき情報開示を求められた場合、適切な範囲で必要な情報を提供する。機構は特別委員会を設立して、さらに対策を検討するとしている。 なお、木村に対し誹謗中傷をSNSに書き込んでいたアカウントは木村の死後に続々と削除されている。
25日の記者会見では内閣官房長官・菅義偉がインターネット上の誹謗中傷をめぐる発信者の情報開示について、プロバイダ責任制限法に規定されていることを挙げ、「総務省で先月より議論を開始している。それを踏まえ適切に対応を図っていく」と発言している。この発言には木村の死去と木村へのSNS上での誹謗中傷が関連しているとの見方が出ており、野党側でも立憲民主党国会対策委員長の安住淳が国会内で記者団に、「匿名の心無い誹謗中傷が多くの人を傷つけ、命を絶つような事態は見過ごすことはできない」と述べ、法制化を含むルールづくりを検討する考えを示している。
この報道を受け、連合型SNS・Mastodonにおいて日本2位のインスタンスである『msdtn.jp』と同3位の『mastodon.cloud』（合同会社分散型ソーシャルネットワーク機構運営）は、インターネット上の誹謗中傷に対して今後、訴訟や開示請求がより一般的となることや、政府機関からの対応強化の指示や法制強化などが実施される可能性が予想されることから、2020年6月30日にサービスを終了することを発表した。閉鎖理由には、事務負担増に耐えきれず適切な対応が困難であると判断したことが挙げられている。
12月には、ツイッターで木村を中傷する内容の投稿をした侮辱容疑で男が書類送検される方針であることが明らかになった。中傷の内容は「生きている価値あるのかね」「いつ死ぬの？」といった内容で、いずれもツイッターで木村への返信の形でされたものだった。
この事件を受けて、2022年6月に侮辱罪に懲役刑を導入し、法定刑の上限を引き上げる改正刑法が可決・成立した。

### 指殺人・悪プル
韓国では、SNSで誹謗中傷を書き込み、特にその対象となりやすい著名人を自死に追い込むことを示す「指殺人」という俗語がある。悪質な書き込みは、パソコンのキーボードや携帯電話を「指」で操作して簡単に行えるためこの用語がある。また、悪質なリプライ（返信）を意味する「悪プル」という言葉も定着している。

### 摘発事例
発信者の責任が問われたケースも多い。2009年には「スマイリーキクチが女子高生コンクリート詰め殺人事件に関与した」という前提でブログのコメント欄に誹謗中傷する書き込みをした者のうち7名が名誉毀損の疑いで書類送検されている（スマイリーキクチ中傷被害事件）。ツイッターでの中傷投稿についても、先述のように木村花を中傷する内容の投稿をした侮辱容疑で男が書類送検される方針であることが明らかになっている。
中傷投稿への賛同・拡散を行う行為も罪に問われうる。2022年には、自民党の杉田水脈衆議院議員がフリージャーナリストの伊藤詩織を誹謗中傷する25件のツイートに対して「いいね」を押した行為に対して、名誉感情の侵害を認める判決が下されている（Twitter中傷投稿「いいね」訴訟）。

### 訴訟のハードル
2020年の記事では、インターネットでの誹謗中傷案件に詳しい弁護士によって「相手を特定して訴えて裁判を終えるまで約2年必要」「裁判に勝っても損害賠償額は取れて100万円がいいところで、弁護士費用も数十万円はかかる」「現実には無職で支払い能力の無い者や20歳未満などが書き込んだケースも多く、損害賠償を回収できないケースも多い」と指摘されており、「無料で匿名アカウントを登録して、ものの数秒でいくらでも誹謗中傷を書き込めることを考えれば、あまりにもバランスの悪い、不公平な法制度」と述べられている。

### 意識調査・分析
インターネットにおける誹謗中傷の被害・加害に関する意識調査としては以下のような報告がある。
- 2013年に日本法規情報が1721人（男性676人、女性1045人）を対象に実施したアンケート調査では、誹謗中傷を見たことがあると回答した者は70％以上、誹謗中傷を書き込んだことがあると回答した者は3%であった[51]。
- 2020年にNTTドコモが13歳から18歳のスマートフォン所有者200人を対象に実施したアンケート調査では、SNSで誹謗中傷を受けたことがあると回答した者は14%（女子9%、男子19%）、SNSで他者への批判や文句を投稿したことがあると回答した者は28%であった[52]。
- 2020年にNEXER（日本トレンドリサーチ）がSNS・ネット掲示板利用者1252人を対象に実施したアンケート調査では、批判や悪口を書き込んだことがあると回答した者は14.5%（うち誹謗中傷にあたると回答した者は21.4%）であった[53]。
- 2020年に日本財団がSNSをテーマに17歳から19歳の1000人（男性500人、女性500人）を対象に実施したアンケート調査では、誹謗中傷を受けたことがあると回答した者は12%、根拠希薄な批判や悪口を書いたことがあると回答した者は5.2%であった[54]。
- 2020年にビッグローブが20代から60代の1000人を対象に実施したアンケート調査では、SNSで誹謗中傷されたことがあると回答した者は、SNS利用者770人中「よくある」が4.5%、「たまにある」が13%、最も多かった20代では「よくある」が10%、「たまにある」が18.9%であった[55]。また一般人に対して誹謗中傷をしたことがあると回答した者は7%、著名人に対して誹謗中傷をしたことがあると回答した者は6.3%であった。
- 2022年に弁護士ドットコムが一般会員1355人（男性792人、女性551人、その他12人）を対象に実施したアンケート調査では、誹謗中傷の被害を受けたことがあると回答した者は43.8%、誹謗中傷をしたことがあると回答した者は13%（うち24.4%が50代男性、22.7%が40代男性）であった[56]。

SNSでの誹謗中傷について取り締まりを厳しくすべき、法整備をすべきとの回答は、日本財団調査（2020年）、ビッグローブ調査（2020年）および弁護士ドットコム調査（2022年）で、いずれも8割前後に上った。
ネット炎上への参加割合については複数の研究報告があるが、過激な言説や便乗的批判、複数回の書き込みをおこなっている利用者は、多くの報告においてインターネット利用者の0.5%ないし1%程度に留まるとされ、さらにこの内のわずかな利用者が多数の投稿をして炎上における「ネット世論」を形成しているとの報告もある。
加害者になりやすい層についての見解は、専門家の間でも様々であるが「無職者や休職中であるなど、時間があり、社会に対して恨みを持つ低所得者」（田代光輝・服部哲『情報倫理』2013年）、「属性や社会的立場は様々であるが、共通して暇で、劣等感がある人物が多い」（小木曽健・2021年より要約）といったものがある。誹謗中傷事件を扱う弁護士の清水陽平は「男性が若干多いものの、女性も相当数誹謗中傷を行っていること、定職についていないなど年収が低く安定していない人が多く、精神疾患を抱えている人も多い」との見解を示す。一方、計量経済学者の田中辰雄と山口真一はネット炎上参加者のデータ分析から、「男性」「若年」「子供と同居」「高い年収」「ラジオ利用時間」「ソーシャルメディア利用時間」などの属性が統計的に有意と示し、また山口は主任・係長クラス以上の者が多いこと（炎上参加者で31%、非参加者で18%）を示す。社会学者の吉野ヒロ子はこうした報告ごとのギャップについて「炎上について投稿したことがあるというレベルの参加者と、被害者が法的措置を取らざるを得ないような悪質な誹謗中傷を行っている参加者との違いと考えられる」と指摘する。

### 海外SNS企業の捜査協力拒否問題
デマの安易な流布による誹謗中傷被害がインターネットの一般普及以降から拡大傾向にあり、人権問題となっている。時事通信は「巨大SNSは「治外法権」か」と特に米国に本社を置くTwitterが、日本の警察による開示要請さえも無視していることを問題視している。時事通信は日本は脅迫や名誉毀損での対応を求めても、フェイスブックと共にアメリカのSNS運営会社には無力で、「これら巨大企業に治外法権を認めているに等しい。」とし、「捜査権が及ばない限りは、被害者が自分で汗をかくしかない」状況だと報道している。更には時事通信はtwitter社に自社による「被害の実情と日本の捜査機関からの協力依頼を無視することについて見解」穂問い合わせへの回答も無視されたことを明かし、日本でツイッター上で犯罪がやりたい放題だと批判している。日本政府に対しても、日本国民の生命と民主主義を危惧させている海外の巨大SNS企業への監督と取締対応に遅れていて、現行のままでは「日本は治外法権を認め、主権を放棄しているとさえ言える。」と結論づけた。

### 誹謗中傷者の心理分析
コラムニストの尾藤克之は米国社会学者ピーター・サロベイの論文を引用し誹謗中傷は妬みによって引き起こされると解説した。